# Dicranomyia nigritorus
Dicranomyia nigritorus là một loài ruồi trong họ Limoniidae. Chúng phân bố ở miền Cổ bắc.